# Cercopitec de nas blanc petit
El cercopitec de nas blanc petit (Cercopithecus petaurista) és una espècie de primat de la família dels cercopitècids. Viu a Benín, Costa d'Ivori, Ghana, Guinea, Libèria, Sierra Leone, Togo i possiblement a Gàmbia, Guinea-Bissau, i el Senegal.